# Campagna del Mar orientale
La campagna del Mare orientale ebbe luogo nell'aprile 1975 durante gli ultimi giorni della guerra del Vietnam. L'operazione vide le forze della Marina popolare del Vietnam e dei Viet Cong catturare diverse piccole isole degli arcipelaghi delle Isole Spratly, Phú Quý e Côn Đảo nel Mar Cinese Meridionale (conosciuto in Vietnam come "Mar orientale"), strappandole al controllo dell'Esercito della Repubblica del Vietnam.
Anche se non ebbe un impatto significativo sull'esito finale della guerra, la cattura di alcune isole delle Spratly ("Trường Sa" per i vietnamiti) controllate dal Vietnam del Sud e di altre isole sulla costa sud-orientale del Vietnam aiutò la Repubblica Socialista del Vietnam ad affermare la propria sovranità sui vari gruppi di isole dopo la riunificazione del paese nel 1975.

## Antefatti
Nel 1975, mentre le unità dell'Esercito Popolare del Vietnam (PEV) si stavano spingendo verso Saigon come parte della risolutiva "campagna di Ho Chi Minh", l'alto comando del Vietnam del Nord decise di catturare tutte le isole occupate dal Vietnam del Sud situate sulla costa sud-orientale del Vietnam e nel Mar Cinese Meridionale; diverse unità della Marina popolare del Vietnam furono schierate per coordinare le loro forze con le unità Viet Cong locali nel Vietnam del Sud per prendere le Spratly e altri territori.
Durante gli anni 1970, le isole Spratly erano già fonte di contesa per molti Stati della regione: Malaysia, Repubblica Popolare Cinese, Repubblica di Cina (Taiwan), Filippine e Vietnam del Sud rivendicavano tutti la sovranità su tutte o partw delle isole in questione. All'inizio del 1975 la tensione di fondo tra i pretendenti venne a galla quando il Vietnam del Sud invase l'Isola Southwest, allora occupata dalle forze militari del suo alleato di guerra, le Filippine: mentre la guarnigione filippina lasciava il suo posto per partecipare alla festa di compleanno del suo comandante, soldati sudvietnamiti ne approfittarono per occupare di sorpresa Southwest; il governo filippino progettò di riprendere l'isola dai sudvietnamiti tramite un'azione militare, ma quando l'esercito filippino fu in grado di mettere in atto il suo piano i sudvietnamiti avevano già costruito una forte difesa su Southwest, scoraggiando così qualsiasi potenziale contrattacco.
Il 4 aprile 1975, l'alto comando della Marina nordvietnamita e il Comando della Regione Militare 5, sotto la direzione del generale Chu Huy Mân, concordarono un piano per catturare alcune isole delle Spratly e altri gruppi di isole. In base al loro piano segreto, la Marina nordvietnamita schierò il 126° Battaglione, un'unità di forze speciali navali di circa 170 effettivi, per unirsi al 471° Battaglione Viet Cong della Zona Militare 5; queste forze sarebbero state supportate da tre navi da trasporto, la T673, la T674 e la T675, condotte a 60 marinai esperti e tecnici della 125ª Brigata di trasporto navale. L'operazione sarebbe iniziata alle 12:00 del 9 aprile 1975, per coincidere con l'attacco terrestre dell'esercito nordvietnamita a Xuân Lộc e per sfruttare la bassa marea per far sbarcare le forze speciali nelle sezioni delle Isole Spratly occupate dal Vietnam del Sud. Per mantenere la segretezza delle loro operazioni, la Marina nordvietnamita ridusse al minimo le proprie comunicazioni radio nei giorni precedenti l'attacco.
A differenza delle loro controparti nordvietnamite, il Vietnam del Sud possedeva una grande forza navale con una forte flotta di navi da guerra fornitegli dagli Stati Uniti d'America. Grazie a essa la Marina della Repubblica del Vietnam, comandata dal viceammiraglio Chung Tấn Cang, fu in grado di mantenere una forte presenza nelle Isole Spratly, con solo una manciata di unità di fanteria fornite dall'Esercito sudvietnamita per proteggere le isole più piccole che circondavano l'isola principale di Spratly. Per difendere le isole, le forze sudvietnamite impiegavano principalmente armi leggere da fanteria, così come lanciarazzi anticarro M72 LAW. In caso di necessità, la Marina sudvietnamita poteva schierare il cacciatorpediniere Trần Khánh Dư (HQ-04), le fregate Trần Nhật Duật (HQ-03), Lý Thường Kiệt (HQ-16) e Ngô Quyền (HQ-17), nonché le corvette Ngọc Hồi (HQ-12) e Vạn Kiếp II (HQ-14) per fornire supporto di fuoco. La Marina faceva affidamento anche su due navi da trasporto, la Lam Giang (HQ-402) e la Hương Giang (HQ-403), per trasportare rifornimenti vitali e rinforzi alle forze sudvietnamite sulle Isole Spratly.

## La campagna

### L'Isola Southwest
Il 9 aprile 1975 tre navi da trasporto nordvietnamite, camuffate da pescherecci, iniziarono a muoversi verso l'Isola Southwest nelle Spratly con membri del 126º e 471º Battaglione a bordo. La mattina dell'11 aprile 1975 gli elicotteri della United States Seventh Fleet avvistarono e iniziarono a volteggiare intorno alle navi da trasporto, ma fu loro permesso di proseguire perché i "pescherecci" nordvietnamiti camuffati furono erroneamente identificati come navi di Hong Kong. Dopo che gli elicotteri statunitensi volarono via, i nordvietnamiti continuarono a navigare verso Southwest; la notte del 13 aprile le tre navi si stavano avvicinando all'isola da tre direzioni diverse e, durante le prime ore del 13 aprile 1975, il personale del 126° Battaglione nordvietnamita e del 471° Battaglione Viet Cong sbarcò a Southwest utilizzando gommoni.
Colti completamente di sorpresa, i soldati sudvietnamiti su Southwest opposero una dura resistenza, ma si arresero ai nordvietnamiti dopo mezz'ora di combattimento. I nordvietnamiti affermarono di aver ucciso 6 sudvietnamiti in azione e di aver preso 33 prigionieri. In risposta all'attacco a Southwest, la Marina sudvietnamita formò immediatamente una task force con la fregata Lý Thường Kiệt e la nave da trasporto HQ-402 per lanciare un contrattacco, ma entrambe le navi furono costrette a tornare indietro e difendere l'isola di Namyit. Dopo aver raggiunto il suo obiettivo iniziale, il comando della Marina nordvietnamita inviò la nave da trasporto T641 a Southwest per riportare tutti i soldati sudvietnamiti catturati a Da Nang; con Southwest saldamente nelle sue mani, il comando nordvietnamita puntò gli occhi sui successivi tre obiettivi: Namyit, Sin Cowe e Sand.

### L'Isola Sand

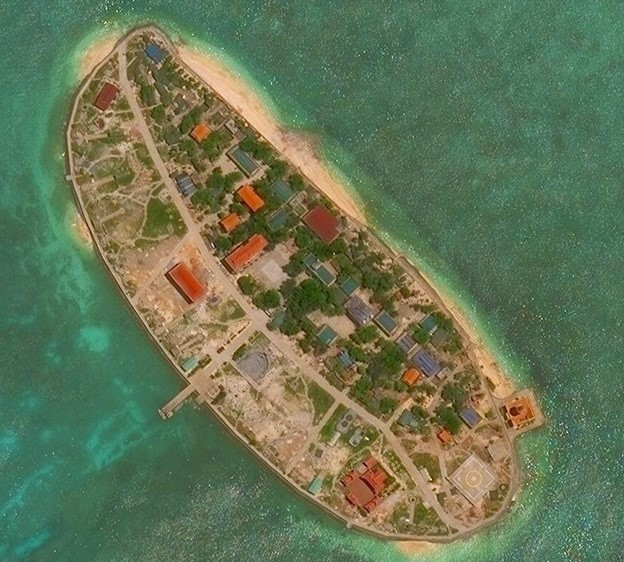
Veduta dall'alto dell'Isola Sand nelle Spratly

La Marina nordvietnamita fu dissuasa dall'attaccare l'isola Namyit sia perché aveva perso l'elemento sorpresa, sia per via della forte presenza di diverse fregate sudvietnamite che incrociavano nelle acque dell'isola. Quindi, invece di attaccare Namyit, la Marina nordvietnamita scelse l'Isola Sand come suo prossimo obiettivo. La notte del 24 aprile navi da trasporto della Marina nordvietnamita salparono in una singola colonna oltrepassando l'Isola Taiping, occupata da truppe di Taiwan, procedendo verso il loro prossimo obiettivo; la guarnigione taiwanese di Taiping le vide sfilare ma non intraprese alcuna azione. Di nuovo, seguendo lo stesso schema operativo, le navi ancorarono vicino a Sand e si prepararono per il loro assalto. All'01:30 del mattino del 25 aprile 1975, tre plotoni del 126º Battaglione sbarcarono con successo a Sand; un'ora dopo, lanciarono il loro attacco e la guarnigione sudvietnamita fu facilmente sconfitto, lasciando due morti sul terreno e 23 prigionieri in mano ai nordvietnamiti.
La perdita di Southwest e Sand, in combinazione con le sconfitte subite dall'Esercito sudvietnamita sulla terraferma, posero la Marina di Saigon in una posizione complessa e difficile. Di conseguenza, alle 20:45 del 26 aprile 1975, alle navi sudvietnamite nell'area delle Isole Spratly fu ordinato di evacuare il 371º Battaglione locale e di ritirarsi dalle isole di Namyit e Sin Cowe. Mentre la Marina sudvietnamita preparava il ritiro dalle Spratly, le unità di ricognizione nordvietnamite inviarono dei rapporti ad Hanoi, informando il comando navale circa i movimenti delle navi nemiche che lasciavano le loro posizioni a Namyit e Sin Cowe. Dopo aver appreso la notizia del ritiro del Vietnam del Sud, il comando della marina nordvietnamita ordinò al 126° Battaglione di catturare le isole rimanenti, e il 27 e 28 aprile le isole di Namyit e Sin Cowe furono occupate senza opposizione. Il 29 aprile 1975, la Marina nordvietnamita aveva completato con successo la cattura di tutte le isole dell'arcipelago delle Spratly che erano state occupate dal Vietnam del Sud.

### L'isola Phú Quý
L'isola di Phú Quý, nota anche come Cu Lao Thu, si trova al largo della costa del Vietnam meridionale. L'isola dista circa 60 miglia nautiche (110 km) da Phan Thiết e 82 miglia nautiche (152 km) dalla baia di Cam Ranh. L'isola è grande circa 21 chilometri quadrati e nel 1975 aveva una popolazione di circa 12000 persone. Alla fine di marzo 1975, l'Esercito sudvietnamita manteneva una forza di sicurezza su Phú Quý che includeva un plotone di polizia e 4000 membri delle Forze di autodifesa popolare; da aprile 1975, le forze locali su Phú Quý furono raggiunte da altri 800 soldati regolari dell'Esercito sudvietnamita, fuggiti dalla città di Hàm Tân sul continente quando le forze nordvietnamite l'avevano catturata. Il 22 aprile la Marina sudvietnamita inviò la fregata Lý Thường Kiệt e una piccola motovedetta per difendere l'isola da un attacco dei nordvietnamiti. Il 26 aprile 1975, il comando costiero del centro-sud dell'Esercito nordvietnamita alla base di Cam Ranh e la 125ª Brigata di trasporto navale della Marina iniziarono a trasportare membri del 407° Battaglione delle forze speciali ed elementi del 95° Reggimento verso Phú Quý.
Alle 01:50 del mattino del 27 aprile 1975, le forze nordvietnamite sbarcarono sull'isola e ne attaccarono la guarnigione. Colte di sorpresa, le unità sudvietnamite si ritirarono nel centro amministrativo dell'isola, dove organizzarono le loro difese nel tentativo di respingere le forze nordvietnamite. In mare, nel mentre, la fregata Lý Thường Kiệt si scontrò con le imbarcazioni della 125ª Brigata di trasporto nordvietnamita, ma alla fine l'artiglieria a lungo raggio utilizzata dai nordvietnamiti si rivelò troppo per l'unità sudvietnamita che si ritirò dall'isola con danni significativi a bordo. Dopo diverse ore di attesa, il comandante della Lý Thường Kiệt decise di fuggire con la sua nave nelle Filippine quando i rinforzi richiesti non arrivarono. Alle 06:30 del mattino i resti delle forze sudvietnamite si arresero e posero fine alla loro resistenza; i nordvietnamiti dichiararono di aver catturato 382 prigionieri e di aver raccolto più di 900 armi di vario genere.

### L'arcipelago di Côn Đảo

Veduta odierna della prigione di Côn Đảo

L'arcipelago di Côn Đảo si trova nella zona sud-occidentale del Mar Cinese Meridionale, a circa 180 chilometri dalla città di Vũng Tàu. L'isola di Côn Sơn è la più grande dell'arcipelago con una superficie di 52 chilometri quadrati, rappresenta circa il 75% dell'intero arcipelago ed era anche la sede del governo locale. Verso la fine della guerra del Vietnam, circa 7000 prigionieri politici e militari, di cui 500 donne, si trovavano imprigionati nella prigione di Côn Đảo. Il 29 aprile 1975, l'aeroporto di Côn Sơn divenne un punto di sosta dove si radunavano funzionari del governo sudvietnamita e consiglieri statunitensi per essere evacuati sulle navi da guerra della United States Seventh Fleet che erano ancorate nelle vicinanze. Durante gli ultimi giorni della guerra, circa 2000 soldati sudvietnamiti difendevano l'isola.
Nelle prime ore del 1º maggio 1975, tutti i prigionieri politici della Prigione VII organizzarono una rivolta, sopraffacendo rapidamente ciò che restava delle autorità carcerarie sudvietnamite. I prigionieri istituirono un comitato provvisorio per governare l'isola e organizzarono tre unità delle dimensioni di un plotone usando armi catturate ai sudvietnamiti. I prigionieri attaccarono quindi le caserme a Bình Định Vuong, al Campo IV e al Campo V; i soldati sudvietnamiti scelsero di scappare invece di combattere, lasciandosi dietro grandi quantità di armi e munizioni. Incoraggiati dalla notizia della capitolazione del Vietnam del Sud, i prigionieri continuarono la loro marcia verso la stazione di polizia locale, che era già stata abbandonata dai sudvietnamiti. Alle 08:00 del mattino i prigionieri avevano catturato tutte le principali infrastrutture e risorse militari sudvietnamite, inclusi 27 aerei, mentre i soldati rimasti all'aeroporto di Côn Sơn si arresero.
La sera del 2 maggio 1975, i prigionieri ribelli sull'isola di Côn Đảo stabilirono con successo delle comunicazioni con le unità militari nordvietnamite. Per preparare l'arrivo dei nordvietnamiti, il Comitato provvisorio si mosse per creare un sistema di trincee attorno all'isola per difendersi da un possibile contrattacco sudvietnamita o statunitense. La mattina del 5 maggio 1975, il 171º e il 172º Reggimento navale dalla Marina nordvietnamita sbarcarono sull'isola di Côn Đảo insieme a elementi della 3ª Divisione dell'Esercito nordvietnamita. Per tutto il giorno, le unità militari regolari nordvietnamite e i prigionieri ribelli si coordinarono per stabilire il controllo sul resto dell'arcipelago di Côn Đảo.

## Conseguenze
Dopo più di due mesi di pianificazione e operazioni di combattimento, la Marina nordvietnamita catturò con successo i gruppi di isole Spratly, Phú Quý e Côn Đảo ai sudvietnamiti. Nei giorni successivi alla loro vittoria, i nordvietnamiti continuarono anche a issare la loro bandiera anche su altri piccoli isolotti e socgliere delle Spratly, come An Bang, Sin Cowe East e Pearson Reef (Hon Sap). Nel 1976, in seguito all'unificazione del Vietnam, alcune isole Spratly divennero parte della Provincia di Khanh Hoa.
Per affermare la sovranità politica del Vietnam, l'Esercito nordvietnamita inizialmente schierò quattro battaglioni della 2ª Divisione dalla Regione Militare 5 per difendere le isole. Nel settembre 1975 il Ministero della Difesa nordvietnamita trasferì il 46º Reggimento di fanteria dalla 325ª Divisione alla Marina, per formare una brigata con il 126º Reggimento navale avente lo scopo di difendere le Spratly e altri gruppi di isole. Dopo la fondazione della Repubblica Socialista del Vietnam nel 1976, ulteriori unità furono trasferite alla 126ª Brigata di fanteria navale per rafforzare le difese delle isole periferiche del Vietnam.